# Charlie Aitken (voetballer, 1942)
Charlie Aitken (Edinburgh, 1 mei 1942 – 29 oktober 2023) was een Schots voetballer die bij voorkeur speelde als verdediger.

## Carrière
Aitken speelde voor Villa van augustus 1959 tot mei 1976, in een periode van 17 seizoenen. Aitken maakte deel uit van het winnende team van de League Cup in 1975.
Hij bracht zijn de laatste twee seizoenen van zijn carrière door in de NASL bij de New York Cosmos waarmee hij had gespeeld met Pelé en Franz Beckenbauer. Aitken beëindigde zijn carrière in 1977.
Aitken werd 81 jaar oud.

## Statistiek
| Club            | Club            | Club                            | Competitie | Competitie | Beker  | Beker  | League Cup | League Cup | Continentaal | Continentaal | Totaal | Totaal |
| Seizoen         | Club            | Competitie                      | Wed        | Dp         | Wed    | Dp     | Wed        | Dp         | Wed          | Dp           | Wed    | Dp     |
| England         | England         | England                         | Competitie | Competitie | FA Cup | FA Cup | EFL Cup    | EFL Cup    | Europa       | Europa       | Totaal | Totaal |
| --------------- | --------------- | ------------------------------- | ---------- | ---------- | ------ | ------ | ---------- | ---------- | ------------ | ------------ | ------ | ------ |
| 1960–61         | Aston Villa     | Football League First Division  | 1          | 0          | –      | –      | –          | –          | –            | –            | 1      | 0      |
| 1961–62         | Aston Villa     | Football League First Division  | 35         | 0          | 4      | 0      | 3          | 0          | –            | –            | 42     | 0      |
| 1962–63         | Aston Villa     | Football League First Division  | 42         | 0          | 3      | 0      | 8          | 0          | –            | –            | 53     | 0      |
| 1963–64         | Aston Villa     | Football League First Division  | 34         | 1          | 2      | 0      | 1          | 0          | –            | –            | 37     | 1      |
| 1964–65         | Aston Villa     | Football League First Division  | 42         | 3          | 5      | 0      | 6          | 0          | –            | –            | 53     | 3      |
| 1965–66         | Aston Villa     | Football League First Division  | 42         | 1          | 1      | 0      | 5          | 0          | –            | –            | 48     | 1      |
| 1966–67         | Aston Villa     | Football League First Division  | 39         | 0          | 2      | 0      | 1          | 0          | –            | –            | 42     | 0      |
| 1967–68         | Aston Villa     | Football League Second Division | 32         | 0          | 2      | 0      | 1          | 0          | –            | –            | 35     | 0      |
| 1968–69         | Aston Villa     | Football League Second Division | 42         | 0          | 4      | 0      | 1          | 0          | –            | –            | 47     | 0      |
| 1969–70         | Aston Villa     | Football League Second Division | 31         | 0          | 1      | 0      | 2          | 0          | –            | –            | 34     | 0      |
| 1970–71         | Aston Villa     | Football League Third Division  | 44         | 0          | 1      | 1      | 10         | 0          | –            | –            | 55     | 1      |
| 1971–72         | Aston Villa     | Football League Third Division  | 43         | 4          | 1      | 0      | 6          | 0          | –            | –            | 50     | 4      |
| 1972–73         | Aston Villa     | Football League Second Division | 33         | 1          | 1      | 0      | 4          | 0          | –            | –            | 38     | 1      |
| 1973–74         | Aston Villa     | Football League Second Division | 38         | 2          | 4      | 0      | 1          | 0          | –            | –            | 43     | 2      |
| 1974–75         | Aston Villa     | Football League Second Division | 42         | 1          | 3      | 0      | 10         | 1          | –            | –            | 55     | 2      |
| 1975–76         | Aston Villa     | Football League First Division  | 21         | 1          | 1      | 0      | 2          | 0          | 2            | 0            | 26     | 1      |
| Carrière totaal | Carrière totaal | Carrière totaal                 | 561        | 14         | 35     | 1      | 61         | 1          | 2            | 0            | 659    | 16     |

## Erelijst

### Aston Villa
- Football League Third Division : 1971-1972
- EFL Cup : 1975